# رابرت هیمر
رابرت هیمر (انگلیسی: Robert Hamer؛ ۳۱ مارس ۱۹۱۱ – ۴ دسامبر ۱۹۶۳) کارگردان، فیلم‌نامه‌نویس و تدوین‌گر اهل بریتانیا بود. از آثار او می‌توان به قلب‌های مهربان و نیم‌تاج‌ها (۱۹۴۹) اشاره کرد.